# Unione Calcio AlbinoLeffe 2014-2015
Questa voce raccoglie le informazioni riguardanti l'Unione Calcio AlbinoLeffe nelle competizioni ufficiali della stagione 2014-2015.

## Stagione
Nella stagione del passaggio alla categoria unica di Lega Pro, l'AlbinoLeffe sceglie di attrezzarsi cambiando guida tecnica: sulla panchina seriana torna Alessio Pala, già allenatore nelle stagioni 2011-2012 e 2012-2013. venendo esonerato l'8 novembre 2014 a causa degli scarsi risultati perseguiti. Al posto del precedente, viene chiamato sulla panchina della celeste l'ex giocatore Roberto Bonazzi, anche lui esonerato il 1º dicembre dopo tre sconfitte di fila e chiamando come nuovo allenatore Amedeo Mangone. Alla conclusione del campionato l'AlbinoLeffe si classifica al ventesimo e ultimo posto e retrocede in Serie D.

## Rosa
Rosa tratta dal sito ufficiale al 2 febbraio 2015.
| N. |                       | Ruolo | Calciatore           |
| -- | --------------------- | ----- | -------------------- |
|    | Italia (bandiera)     | P     | Davide Amadori       |
|    | Italia (bandiera)     | P     | Daniel Offredi       |
|    | Italia (bandiera)     | D     | Nicholas Allievi     |
|    | Slovacchia (bandiera) | D     | Adam Ambra           |
|    | Italia (bandiera)     | D     | Riccardo Barzaghi    |
|    | Italia (bandiera)     | D     | Michele Cortinovis   |
|    | Italia (bandiera)     | D     | Davide Moi           |
|    | Italia (bandiera)     | D     | Davide Ondei         |
|    | Italia (bandiera)     | D     | Davide Pacifico      |
|    | Italia (bandiera)     | C     | Marco Anghileri      |
|    | Italia (bandiera)     | C     | Douglas Bentley      |
|    | Italia (bandiera)     | C     | Francesco Bianchetti |
|    | Italia (bandiera)     | C     | Michele Calì         |
|    | Italia (bandiera)     | C     | Mattia Corradi       |
|    | Italia (bandiera)     | C     | Enrico Di Cesare     |
|    | Italia (bandiera)     | C     | Francesco Gazo       |

| N. |                      | Ruolo | Calciatore           |
| -- | -------------------- | ----- | -------------------- |
|    | Italia (bandiera)    | C     | Enrico Geroni        |
|    | Italia (bandiera)    | C     | Michael Girasole     |
|    | Italia (bandiera)    | C     | Marvin Maietti       |
|    | Italia (bandiera)    | C     | Marco Nichetti       |
|    | Italia (bandiera)    | C     | Alessandro Salvi     |
|    | Argentina (bandiera) | C     | Fernando Spinelli    |
|    | Francia (bandiera)   | C     | Anthony Taugourdeau  |
|    | Lettonia (bandiera)  | C     | Sergejs Vorobjovs    |
|    | Italia (bandiera)    | A     | Salvatore Aurelio    |
|    | Italia (bandiera)    | A     | Daniel Bradaschia    |
|    | Italia (bandiera)    | A     | Luca Cremonesi       |
|    | Italia (bandiera)    | A     | Matteo Momentè       |
|    | Italia (bandiera)    | A     | Riccardo Moreo       |
|    | Italia (bandiera)    | A     | Manuel Personè       |
|    | Italia (bandiera)    | A     | Massimiliano Pesenti |
|    | Brasile (bandiera)   | A     | Diego Silva Reis     |

## Calciomercato

### Sessione estiva(dall'1/7 all'1/9)
| Acquisti         | Acquisti         | Acquisti     | Acquisti                   |
| R.               | Nome             | da           | Modalità                   |
| ---------------- | ---------------- | ------------ | -------------------------- |
| D                | Davide Moi       |              | svincolato                 |
| C                | Mattia Valoti    | Milan        | riscatto compartecipazione |
| A                | Matteo Momentè   | Varese       | prestito                   |
| A                | Riccardo Moreo   | Milan        | prestito                   |
| Altre operazioni |                  |              |                            |
| R.               | Nome             | da           | Modalità                   |
| D                | Dario Bergamelli | Cremonese    | fine prestito              |
| C                | Enrico Di Cesare | Pergolettese | fine prestito              |
| C                | Enrico Geroni    | Carrarese    | fine prestito              |
| A                | Manuel Personè   | SPAL         | fine prestito              |

| Cessioni | Cessioni                | Cessioni      | Cessioni                      |
| R.       | Nome                    | a             | Modalità                      |
| -------- | ----------------------- | ------------- | ----------------------------- |
| P        | Stefano Chimini         | Monza         | rinnovo compartecipazione     |
| P        | Cristian Lazzarini      | Ciliverghe    | prestito                      |
| D        | Andrea Beduschi         | Monza         | definitivo                    |
| D        | Dario Bergamelli        | Novara        | definitivo                    |
| D        | Francesco Luoni         | Varese        | definitivo                    |
| D        | Matteo Piccinni         | Real Vicenza  | definitivo                    |
| D        | Pierre Giorgio Regonesi | MapelloBonate | svincolato                    |
| D        | Luca Tedeschi           | Parma         | fine prestito                 |
| C        | Simone Calvano          | Verona        | risoluzione compartecipazione |
| C        | Michael Cia             |               | svincolato                    |
| C        | Enrico Di Cesare        | Ischia        | prestito                      |
| C        | Davide Di Quinzio       | SPAL          | definitivo                    |
| C        | Mehmet Hetemaj          | Monza         | definitivo                    |
| C        | Simon Laner             | Verona        | risoluzione compartecipazione |
| C        | Michele Paris           | Pro Sesto     | prestito                      |
| C        | Matteo Piccinini        | MapelloBonate | definitivo                    |
| C        | Mattia Valoti           | Verona        | prestito                      |
| A        | Andrea Belotti          | Palermo       | riscatto metà                 |
| A        | Karamoko Cissé          |               | svincolato                    |
| A        | Andrea Cocco            | Verona        | risoluzione compartecipazione |
| A        | Luca Cremonesi          | Seregno       | prestito                      |
| A        | Simone Pontiggia        |               | svincolato                    |
| A        | Alessio Viola           | Reggina       | fine prestito                 |

### Sessione invernale(dal 05/01 al 02/02)
| Acquisti | Acquisti          | Acquisti  | Acquisti   |
| R.       | Nome              | da        | Modalità   |
| -------- | ----------------- | --------- | ---------- |
| D        | Davide Pacifico   | Südtirol  | prestito   |
| C        | Marco Anghileri   | Monza     | definitivo |
| C        | Fernando Spinelli | Viterbese | definitivo |
| A        | Daniel Bradaschia | Koper     | definitivo |
| A        | Diego Silva Reis  | Catanzaro | definitivo |

| Cessioni | Cessioni            | Cessioni        | Cessioni   |
| R.       | Nome                | a               | Modalità   |
| -------- | ------------------- | --------------- | ---------- |
| C        | Enrico Geroni       | Aversa Normanna | definitivo |
| C        | Anthony Taugourdeau | Santarcangelo   | definitivo |
| A        | Manuel Personè      | Aversa Normanna | definitivo |
| A        | Salvatore Aurelio   | Paganese        | definitivo |

## Risultati

### Lega Pro

#### Girone di andata
| Cremona 29 agosto 2014, ore 20:45 CEST 1ª giornata | Cremonese            | 0 – 0 referto | AlbinoLeffe | Stadio Giovanni Zini (3.653 spett.)\| Arbitro: \| Dei Giudici (Latina) \| |
| Arbitro:                                           | Dei Giudici (Latina) |               |             |                                                                           |

| Bergamo 1º ottobre 2014, ore 20:30 CEST 2ª giornata | AlbinoLeffe      | 0 – 0 referto | Arezzo | Stadio Atleti Azzurri d'Italia (1.050 spett.)\| Arbitro: \| Capone (Palermo) \| |
| Arbitro:                                            | Capone (Palermo) |               |        |                                                                                 |

| Arbitro: | Pillitteri (Palermo) |

|                     |           |  |
| Serafini 41’ (rig.) | Marcatori |  |

| Arbitro: | Rasia (Bassano del Grappa) |

|  |           |                          |
|  | Marcatori | 65’ Le Noci 89’ De Sousa |

| Arbitro: | Bertani (Pisa) |

|                                  |           |  |
| Pietribiasi 38’ Maistrello 90+1’ | Marcatori |  |

| Arbitro: | Rossi (Rovigo) |

|             |           |  |
| Momentè 45’ | Marcatori |  |

| Arbitro: | Baldicchi (Città di Castello) |

|                                |           |             |
| Soncin 65’ (rig.) Romanini 90’ | Marcatori | 61’ Momentè |

| Bergamo 11 ottobre 2014, ore 14:00 CEST 8ª giornata | AlbinoLeffe        | 0 – 0 referto | Feralpisalò | Stadio Atleti Azzurri d'Italia (1.072 spett.)\| Arbitro: \| Marinelli (Tivoli) \| |
| Arbitro:                                            | Marinelli (Tivoli) |               |             |                                                                                   |

| Arbitro: | Andreini (Forlì) |

|               |           |  |
| Adobati 90+4’ | Marcatori |  |

| Arbitro: | D'Apice (Arezzo) |

|                  |           |  |
| Momentè 51’, 53’ | Marcatori |  |

| Arbitro: | Mastrodonato (Molfetta) |

|                 |           |             |
| Fischnaller 13’ | Marcatori | 68’ Momenté |

| Arbitro: | Panarese (Lecce) |

|             |           |                        |
| Momentè 88’ | Marcatori | 41’ Bruno 85’ Piccinni |

| Arbitro: | Dionisi (L'Aquila) |

|               |           |  |
| Greco 6’, 59’ | Marcatori |  |

| Arbitro: | Amabile (Vicenza) |

|                                                 |           |           |
| Evacuo 2’ Garofalo 10’ González 37’ Pesce 90+3’ | Marcatori | 45’ Salvi |

| Arbitro: | Pietropaolo (Modena) |

|  |           |                             |
|  | Marcatori | 23’, 49’ Biraghi 40’ Recino |

| Arbitro: | Viotti (Tivoli) |

|                                           |           |  |
| Maiorino 27’ (rig.) Balistreri 52’ (rig.) | Marcatori |  |

| Arbitro: | Spinelli (Terni) |

|  |           |           |
|  | Marcatori | 51’ Mogos |

| Arbitro: | Boggi (Salerno) |

|                    |           |             |
| Boniperti 44’, 71’ | Marcatori | 32’ Momentè |

| Arbitro: | Caso (Verona) |

|                  |           |                                                     |
| Momentè 19’, 66’ | Marcatori | 9’ Fissore 30’ Maccan 45+1’ Maracchi 47’ Migliorini |

#### Girone di ritorno
| Arbitro: | Fanton (Lodi) |

|  |           |                       |
|  | Marcatori | 30’ Kirilov 68’ Jadid |

| Arbitro: | Capraro (Cassino) |

|  |           |             |
|  | Marcatori | 25’ Momentè |

| Arbitro: | Baroni (Firenze) |

|                    |           |  |
| Momentè 23’ (rig.) | Marcatori |  |

| Arbitro: | Fiorini (Frosinone) |

|         |           |                      |
| Ganz 1’ | Marcatori | 18’ Spinelli 39’ Moi |

| Arbitro: | Prontera (Bologna) |

|                |           |                |
| Silva Reis 71’ | Marcatori | 90’ Maistrello |

| Arbitro: | Maggioni (Lecco) |

|           |           |                |
| Torri 14’ | Marcatori | 35’ Silva Reis |

| Arbitro: | Marini (Roma) |

|  |           |                          |
|  | Marcatori | 4’ Cesarini 24’ Ferretti |

| Arbitro: | Lacagnina (Caltanissetta) |

|                |           |             |
| Bracaletti 88’ | Marcatori | 59’ Corradi |

| Bergamo 8 marzo 2015, ore 16:00 CET 28ª giornata | AlbinoLeffe                   | 0 – 0 referto | Renate | Stadio Atleti Azzurri d'Italia\| Arbitro: \| Baldicchi (Città di Castello) \| |
| Arbitro:                                         | Baldicchi (Città di Castello) |               |        |                                                                               |

| Arbitro: | Capilungo (Lecce) |

|               |           |              |
| Germinale 51’ | Marcatori | 90’ Spinelli |

| Arbitro: | Sprezzola (Mestre) |

|                  |           |                 |
| Momentè 72’, 76’ | Marcatori | 63’ Fischnaller |

| Arbitro: | Schirru (Nichelino) |

|                                |           |  |
| Dalla Bona 24’ Margiotta 90+3’ | Marcatori |  |

| Arbitro: | Catona (Reggio Calabria) |

|                                                 |           |                                              |
| Bradaschia 75’ Pesenti 77’ Momentè 90+2’ (rig.) | Marcatori | 1’ Greco 50’ Bellazzini 65’ (aut.) Anghileri |

| Bergamo 2 aprile 2015, ore 19:30 CEST 33ª giornata | AlbinoLeffe        | 0 – 0 referto | Novara | Stadio Atleti Azzurri d'Italia (1.346 spett.)\| Arbitro: \| Giovani (Grosseto) \| |
| Arbitro:                                           | Giovani (Grosseto) |               |        |                                                                                   |

| Arbitro: | Lanza (Nichelino) |

|                                           |           |                             |
| Marotta 28’ Gasbarroni 50’ Sinigaglia 88’ | Marcatori | 73’ Spinelli 77’ Bradaschia |

| Arbitro: | Formato (Benevento) |

|  |           |                     |
|  | Marcatori | 83’ (rig.) Maiorino |

| Arbitro: | Tardino (Milano) |

|                      |           |  |
| Potenza 90+2’ (rig.) | Marcatori |  |

| Arbitro: | Pagliardini (Arezzo) |

|                             |           |           |
| Gonzi 6’ (aut.) Momentè 71’ | Marcatori | 51’ Gonzi |

| Arbitro: | Illuzzi (Molfetta) |

|              |           |  |
| Maracchi 55’ | Marcatori |  |

### Coppa Italia

#### Fase ad eliminazione diretta
| Arbitro: | Candeo (Este) |

|  |           |             |
|  | Marcatori | 81’ Adobati |

### Coppa Italia Lega Pro

#### Fase ad eliminazione diretta
| Arbitro: | Schirru (Nichelino) |

|                                      |                      |                                          |
| Virdis 69’ (rig.)                    | Marcatori            | 19’ Pesenti                              |
| Virdis Burrai Bollini Beduschi Zullo | Tiri di rigore 3 – 4 | Allievi Girasole Taugourdeau Geroni Gira |

| Arbitro: | Mei (Pesaro) |

|                                         |                      |                                             |
| Aurelio 55’ Girasole 59’ Vorobjovs 109’ | Marcatori            | 25’, 56’ Rovelli 100’ (rig.) Mantovani      |
| Salvi Vorobjovs Personè Geroni Aurelio  | Tiri di rigore 4 – 5 | Florian Mantovani Gavazzi Muchetti Chimenti |

## Statistiche
Aggiornate al 10 maggio 2015

### Statistiche di squadra
| Competizione          | Punti | In casa | In casa | In casa | In casa | In casa | In casa | In trasferta | In trasferta | In trasferta | In trasferta | In trasferta | In trasferta | Totale | Totale | Totale | Totale | Totale | Totale | DR  |
| Competizione          | Punti | G       | V       | N       | P       | Gf      | Gs      | G            | V            | N            | P            | Gf           | Gs           | G      | V      | N      | P      | Gf     | Gs     | DR  |
| --------------------- | ----- | ------- | ------- | ------- | ------- | ------- | ------- | ------------ | ------------ | ------------ | ------------ | ------------ | ------------ | ------ | ------ | ------ | ------ | ------ | ------ | --- |
| Lega Pro              | 32    | 19      | 5       | 6       | 8       | 15      | 23      | 19           | 2            | 5            | 12           | 12           | 28           | 38     | 7      | 11     | 20     | 27     | 51     | -24 |
| Coppa Italia          | -     | 1       | 0       | 0       | 1       | 0       | 1       | 0            | 0            | 0            | 0            | 0            | 0            | 1      | 0      | 0      | 1      | 0      | 1      | -1  |
| Coppa Italia Lega Pro | -     | 1       | 0       | 1       | 0       | 3       | 3       | 1            | 0            | 1            | 0            | 1            | 1            | 2      | 0      | 2      | 0      | 4      | 4      | 0   |
| Totale                | -     | 21      | 5       | 7       | 9       | 18      | 27      | 20           | 2            | 6            | 12           | 13           | 29           | 41     | 7      | 13     | 21     | 31     | 56     | -25 |

### Andamento in campionato
| Giornata  | 1 | 2  | 3  | 4  | 5  | 6  | 7  | 8  | 9  | 10 | 11 | 12 | 13 | 14 | 15 | 16 | 17 | 18 | 19 | 20 | 21 | 22 | 23 | 24 | 25 | 26 | 27 | 28 | 29 | 30 | 31 | 32 | 33 | 34 | 35 | 36 | 37 | 38 |
| --------- | - | -- | -- | -- | -- | -- | -- | -- | -- | -- | -- | -- | -- | -- | -- | -- | -- | -- | -- | -- | -- | -- | -- | -- | -- | -- | -- | -- | -- | -- | -- | -- | -- | -- | -- | -- | -- | -- |
| Luogo     | T | C  | T  | C  | T  | C  | T  | C  | T  | C  | T  | C  | T  | T  | C  | T  | C  | T  | C  | C  | T  | C  | T  | C  | T  | C  | T  | C  | T  | C  | T  | C  | C  | T  | C  | T  | C  | T  |
| Risultato | N | N  | P  | P  | P  | V  | P  | N  | P  | V  | N  | P  | P  | P  | P  | P  | P  | P  | P  | P  | V  | V  | V  | N  | N  | P  | N  | N  | N  | V  | P  | N  | N  | P  | P  | P  | V  | P  |
| Posizione | 8 | 15 | 18 | 18 | 18 | 15 | 17 | 17 | 17 | 16 | 16 | 18 | 19 | 19 | 19 | 19 | 19 | 19 | 19 | 20 | 19 | 18 | 18 | 18 | 18 | 18 | 18 | 18 | 18 | 18 | 18 | 18 | 18 | 19 | 19 | 20 | 19 | 20 |

Legenda:

Luogo: C = Casa; T = Trasferta. Risultato: V = Vittoria; N = Pareggio; P = Sconfitta.

### Statistiche dei giocatori
In campionato si aggiunga una autorete a favore. I giocatori in corsivo sono stati ceduti a stagione in corso.
| Giocatore     | Lega Pro | Lega Pro | Lega Pro    | Lega Pro   | Coppa Italia | Coppa Italia | Coppa Italia | Coppa Italia | Coppa Italia Lega Pro | Coppa Italia Lega Pro | Coppa Italia Lega Pro | Coppa Italia Lega Pro | Totale   | Totale | Totale      | Totale     |
| Giocatore     | Presenze | Reti     | Ammonizioni | Espulsioni | Presenze     | Reti         | Ammonizioni  | Espulsioni   | Presenze              | Reti                  | Ammonizioni           | Espulsioni            | Presenze | Reti   | Ammonizioni | Espulsioni |
| ------------- | -------- | -------- | ----------- | ---------- | ------------ | ------------ | ------------ | ------------ | --------------------- | --------------------- | --------------------- | --------------------- | -------- | ------ | ----------- | ---------- |
| N. Allievi    | 32       | 0        | 6           | 0          | 1            | 0            | 0            | 0            | 1                     | 0                     | 1                     | 0                     | 34       | 0      | 7           | 0          |
| D. Amadori    | 6        | -9       | 0           | 0          | 0            | 0            | 0            | 0            | 2                     | -4                    | 0                     | 0                     | 8        | -13    | 0           | 0          |
| A. Ambra      | 0        | 0        | 0           | 0          | 0            | 0            | 0            | 0            | -                     | -                     | -                     | -                     | 0        | 0      | 0           | 0          |
| M. Anghileri  | 15       | 0        | 1           | 1          | -            | -            | -            | -            | -                     | -                     | -                     | -                     | 15       | 0      | 1           | 1          |
| S. Aurelio    | 15       | 0        | 1           | 0          | -            | -            | -            | -            | 2                     | 1                     | 0                     | 0                     | 17       | 1      | 1           | 0          |
| R. Barzaghi   | 8        | 0        | 1           | 0          | 0            | 0            | 0            | 0            | 2                     | 0                     | 0                     | 0                     | 10       | 0      | 1           | 0          |
| D. Bentley    | 15       | 0        | 3           | 0          | -            | -            | -            | -            | 0                     | 0                     | 0                     | 0                     | 15       | 0      | 3           | 0          |
| F. Bianchetti | -        | -        | -           | -          | -            | -            | -            | -            | 1                     | 0                     | 0                     | 0                     | 1        | 0      | 0           | 0          |
| D. Bradaschia | 15       | 2        | 1           | 0          | -            | -            | -            | -            | -                     | -                     | -                     | -                     | 15       | 2      | 1           | 0          |
| M. Calì       | 15       | 0        | 3           | 0          | -            | -            | -            | -            | 2                     | 0                     | 1                     | 0                     | 17       | 0      | 4           | 0          |
| M. Corradi    | 20       | 1        | 3           | 2          | 1            | 0            | 0            | 0            | -                     | -                     | -                     | -                     | 21       | 1      | 3           | 2          |
| M. Cortinovis | 17       | 0        | 1           | 0          | 1            | 0            | 0            | 0            | 2                     | 0                     | 0                     | 0                     | 20       | 0      | 1           | 0          |
| L. Cremonesi  | 0        | 0        | 0           | 0          | 1            | 0            | 0            | 0            | -                     | -                     | -                     | -                     | 1        | 0      | 0           | 0          |
| E. Di Cesare  | -        | -        | -           | -          | 1            | 0            | 0            | 0            | -                     | -                     | -                     | -                     | 1        | 0      | 0           | 0          |
| F. Gazo       | 34       | 0        | 12          | 0          | 1            | 0            | 1            | 0            | -                     | -                     | -                     | -                     | 35       | 0      | 13          | 0          |
| E. Geroni     | 12       | 0        | 1           | 0          | -            | -            | -            | -            | 2                     | 0                     | 0                     | 0                     | 14       | 0      | 1           | 0          |
| M. Girasole   | 13       | 0        | 1           | 1          | -            | -            | -            | -            | 2                     | 1                     | 0                     | 0                     | 15       | 1      | 1           | 1          |
| M. Maietti    | 34       | 0        | 2           | 0          | 1            | 0            | 0            | 0            | 1                     | 1                     | 0                     | 0                     | 36       | 1      | 2           | 0          |
| D. Moi        | 34       | 1        | 3           | 1          | -            | -            | -            | -            | 1                     | 0                     | 0                     | 0                     | 35       | 1      | 3           | 1          |
| M. Momentè    | 34       | 15       | 8           | 0          | -            | -            | -            | -            | 0                     | 0                     | 0                     | 0                     | 34       | 15     | 8           | 0          |
| R. Moreo      | 1        | 0        | 0           | 0          | -            | -            | -            | -            | -                     | -                     | -                     | -                     | 1        | 0      | 0           | 0          |
| M. Nichetti   | 9        | 0        | 0           | 0          | 0            | 0            | 0            | 0            | 1                     | 0                     | 0                     | 0                     | 10       | 0      | 0           | 0          |
| D. Offredi    | 33       | -42      | 2           | 2          | 1            | -1           | 0            | 0            | 0                     | 0                     | 0                     | 0                     | 34       | -43    | 2           | 2          |
| D. Ondei      | 24       | 0        | 4           | 0          | 1            | 0            | 0            | 0            | 2                     | 0                     | 0                     | 0                     | 27       | 0      | 4           | 0          |
| D. Pacifico   | 4        | 0        | 0           | 0          | -            | -            | -            | -            | -                     | -                     | -                     | -                     | 4        | 0      | 0           | 0          |
| M. Personè    | 13       | 0        | 0           | 0          | 1            | 0            | 0            | 0            | 1                     | 0                     | 0                     | 0                     | 15       | 0      | 0           | 0          |
| M. Pesenti    | 21       | 1        | 5           | 2          | 1            | 0            | 0            | 0            | 1                     | 1                     | 1                     | 0                     | 23       | 2      | 6           | 2          |
| A. Salvi      | 31       | 1        | 12          | 2          | 1            | 0            | 0            | 0            | 1                     | 0                     | 0                     | 0                     | 33       | 1      | 12          | 2          |
| D. Silva Reis | 19       | 2        | 0           | 0          | -            | -            | -            | -            | -                     | -                     | -                     | -                     | 19       | 2      | 0           | 0          |
| F. Spinelli   | 16       | 3        | 8           | 0          | -            | -            | -            | -            | -                     | -                     | -                     | -                     | 16       | 3      | 8           | 0          |
| A. Taugordeau | 12       | 0        | 0           | 1          | 1            | 0            | 1            | 0            | 2                     | 0                     | 0                     | 0                     | 15       | 0      | 1           | 1          |
| S. Vorobjovs  | 24       | 0        | 1           | 0          | 1            | 0            | 0            | 0            | 2                     | 1                     | 1                     | 0                     | 27       | 1      | 2           | 0          |